# Craspedacusta vovasi
Craspedacusta vovasi är en nässeldjursart som beskrevs av Nikolai Alexsandrovich Naumov och Stepan'yants 1971. Craspedacusta vovasi ingår i släktet Craspedacusta och familjen Olindiasidae. Inga underarter finns listade i Catalogue of Life.